# Панджавидзе, Михаил Александрович
Михаил Александрович Панджавидзе (род. 5 марта 1969, Ашхабад) — российский оперный режиссер.

## Биография
Родился в семье скрипачей, служащих в Туркменском театре оперы и балета (г. Ашхабад).
Окончил Туркменское государственное музыкальное училище по классу скрипки, в течение 8 лет работал в оперном оркестре.
Поступив на факультет музыкального театра ГИТИСа — кафедра режиссуры (мастерские В. А. Миллера и М. А. Ошеровского), окончил в 1997 году по специальности режиссер музыкального театра. В 2001 поступил в аспирантуру (научный руководитель — профессор, народный артист СССР Г. П. Ансимов), которую окончил в 2003 году.
С декабря 1997 поступил в стажерскую группу Большого театра которую окончил в 2000 году.

## Творческая биография
С сентября 2000 работал как штатный режиссер театра. С 2001 года руководитель режиссерской группы Большого театра (2000—2012) где осуществил ряд концертных и тематических программ.
Режиссер нескольких постановок оперы «Борис Годунов» М.Мусоргского: в рамках Московского Пасхального фестиваля совместно с В.Гергиевым; на Международном оперном фестивале им. Барсовой и Максаковой; режиссер совместной постановки «Театро Верди» (Триест) и Большого театра; режиссер адаптации постановки этого спектакля (1948) Большого театра для показа в «живых декорациях» Святогорского монастыря; капитального возобновления постановки Большого театра для Ковент-Гардена.
Сотрудничает с оперными театрами городов России (Астрахань, Волгоград, Магнитогорск, Екатеринбург и др.). С 2010 — главный режиссер Национального Большого академического театра оперы и балета Республики Беларусь.
С 2006 по 2008 год — художественный руководитель Государственного театра «Царицынская опера».
В 2006 г. поставил в Татарском театре оперы и балета оперу Р.Ахияровой «Любовь поэта» — первый в истории театра спектакль, номинированный на Национальную театральную премию России «Золотая маска». За постановку оперы «Любовь поэта» Михаил Панджавидзе был удостоен Государственной премии Республики Татарстан имени Габдуллы Тукая (2008).
Также поставил на сцене Татарского театра оперы и балета:
- «Борис Годунов» М.Мусоргского (2005)
- «Риголетто» Дж. Верди (февраль 2009)
- «Мадам Баттерфляй» Дж. Пуччини (сентябрь 2009)
- «Лючия ди Ламмермур» Г.Доницетти (сентябрь 2010)
- «Джалиль» Н.Жиганова (сентябрь 2011)
- «Евгений Онегин» П.Чайковского (2012).

В 2010 был приглашен на должность главного режиссера Большого Театра Беларуси, где осуществил постановки опер:
- «Набукко» Дж. Верди (2010 г.),
- «Тоска» Дж. Пуччини (2010 г.)
- «Аида» Дж. Верди (2011 г.)
- «Севильский цирюльник» Дж. Россини (2011 г.)
- «Седая легенда» Дм. Смольского (2012 г.)
- «Турандот» Дж. Пуччини (2013 г.)
- «Человеческий голос» Ф.Пуленка (2013 г.)
- «Телефон» Дж. Менотти (2013 г.)
- «Служанка-госпожа» (2014)
- «Капельмейстер» Д.Чимарозы (2014)
- «Царская невеста» Н.Римского-Корсакова (2014 г.)
- «Паяцы» Р.Леонкавалло (2014 г.)
- «Доктор Айболит» М.Морозовой (2015 г.)
- «Макбет» Дж. Верди (2016 г.)
- «Сельская честь» П. Масканьи (2017 г.)
- «Тоска» Дж. Пуччини (2018)
- «Саломея» Р.Штрауса (2018 г.)
- «Дон Паскуале» (2018).

## Награды
(раздел в разработке)

## Спектакли
| Год  | Спектакль                                                      | Театр                              | Город        |
| ---- | -------------------------------------------------------------- | ---------------------------------- | ------------ |
| 1996 | «Порги и Бесс»                                                 | Учебный театр ГИТИС                | Москва       |
| 2001 | «Борис Годунов»                                                | Театр Верди                        | Триест       |
| 2002 | Борис Годунов"                                                 | Open-air                           | Святогорье   |
| 2002 | «Евгений Онегин»                                               | АГМТ                               | Астрахань    |
| 2003 | «Тоска»                                                        | АГМТ                               | Астрахань    |
| 2003 | «Борис Годунов»                                                | Кремль, Соборная площадь, Open-air | Москва       |
| 2003 | «Иоланта»                                                      | АГМТ                               | Астрахань    |
| 2003 | «Паяцы»                                                        | Царицынская опера                  | Волгоград    |
| 2004 | «Снегурочка»                                                   | Царицынская опера                  | Волгоград    |
| 2004 | «Борис Годунов»                                                | АГМТ                               | Астрахань    |
| 2005 | «Борис Годунов»                                                | ТГАТОиБ им. Джалиля                | Казань       |
| -    | «Борис Годунов»                                                | Большой театр                      | Москва       |
| 2005 | «Борис Годунов»                                                | Царицынская опера                  | Волгоград    |
| 2006 | «Русалка»                                                      | Царицынская опера                  | Волгоград    |
| 2006 | «Паяцы»                                                        | Национальный театр им. Мохаммеда V | Рабат        |
| 2006 | «Любовь поэта»                                                 | ТГАТОиБ им. Джалиля                | Казань       |
| 2006 | «Иоланта»                                                      | Царицынская опера                  | Волгоград    |
| 2006 | «Чио-чио-сан»                                                  | Царицынская опера                  | Волгоград    |
| 2006 | «Аида»                                                         | Царицынская опера                  | Волгоград    |
| 2007 | «Царская невеста»                                              | Театр оперы и Балета               | Магнитогорск |
| 2007 | «Директор театра»                                              | Царицынская опера                  | Волгоград    |
| 2009 | «Риголетто»                                                    | ТГАТОиБ им. Джалиля                | Казань       |
| 2009 | «Чио-чио-сан»                                                  | ТГАТОиБ им. Джалиля                | Казань       |
| 2009 | «Царская невеста»                                              | Театр оперы и балета               | Екатеринбург |
| 2010 | «Лючия ди Ламмермур»                                           | ТГАТОиБ им. Джалиля                | Казань       |
| 2010 | «Набукко»                                                      | Большой Театр Беларуси             | Минск        |
| 2010 | «Тоска»                                                        | Большой Театр Беларуси             | Минск        |
| 2010 | «Иоланта»                                                      | НГАТОиБ                            | Новосибирск  |
| 2011 | «Джалиль»                                                      | ТГАТОиБ им. Джалиля                | Казань       |
| 2011 | «Аида»                                                         | Большой Театр Беларуси             | Минск        |
| 2011 | «Севильский цирюльник»                                         | Большой Театр Беларуси             | Минск        |
| 2012 | «Евгений Онегин»                                               | ТГАТОиБ им. Джалиля                | Казань       |
| 2012 | «Сказки Гофмана»                                               | НАБТОиБ им. К. Байсеитовой         | Астана       |
| 2012 | «Турандот»                                                     | ТГАТОиБ им. Джалиля                | Казань       |
| 2012 | «Седая легенда»                                                | Большой Театр Беларуси             | Минск        |
| 2012 | «Тоска»                                                        | Большой Театр Беларуси             | Минск        |
| 2013 | «Турандот»                                                     | Большой Театр Беларуси             | Минск        |
| 2013 | «Севильский цирюльник»                                         | САТОиБ                             | Самара       |
| 2013 | «Человеческий голос»                                           | Большой Театр Беларуси             | Минск        |
| 2013 | «Телефон»                                                      | Большой Театр Беларуси             | Минск        |
| 2014 | «Капельмейстер»                                                | Большой Театр Беларуси             | Минск        |
| 2014 | «Служанка-госпожа»                                             | Большой Театр Беларуси             | Минск        |
| 2014 | «Алтын Казан»                                                  | Open-air                           | Казань       |
| 2014 | «Избрание капельмейстера»                                      | САТОиБ                             | Самара       |
| 2014 | «Капельмейстер»                                                | САТОиБ                             | Самара       |
| 2014 | «Директор театра»                                              | САТОиБ                             | Самара       |
| 2014 | «Служанка-госпожа»                                             | САТОиБ                             | Самара       |
| 2014 | «Телефон»                                                      | САТОиБ                             | Самара       |
| 2014 | «Паяцы»                                                        | Большой Театр Беларуси             | Минск        |
| 2015 | «Царская невеста»                                              | Большой Театр Беларуси             | Минск        |
| 2015 | «Доктор Айболит»                                               | Большой Театр Беларуси             | Минск        |
| 2015 | «Снегурочка»                                                   | САТОиБ                             | Самара       |
| 2015 | «Пиковая дама»                                                 | САТОиБ                             | Самара       |
| 2015 | «Любовь поэта»                                                 | ТГАТОиБ им. Джалиля                | Казань       |
| 2016 | «Макбет»                                                       | Большой Театр Беларуси             | Минск        |
| 2016 | «Медведь»                                                      | САТОиБ                             | Самара       |
| 2016 | «Волшебная флейта»                                             | САТОиБ                             | Самара       |
| 2016 | «Чио-чио-сан»                                                  | ММДМ                               | Москва       |
| 2016 | «Тарам-парам, ни-на, ни-на, или квартирный вопрос их испортил» | САТОиБ                             | Самара       |
| 2017 | «Кыз-Жибек»                                                    | Астана-опера                       | Астана       |
| 2017 | «Сельская честь»                                               | Большой Театр Беларуси             | Минск        |
| 2018 | «Тоска»                                                        | Большой Театр Беларуси             | Минск        |
| 2018 | «Биржан и Сара» (режиссер-консультант)                         | Астана-опера                       | Астана       |
| 2018 | «Саломея»                                                      | Большой Театр Беларуси             | Минск        |
| 2018 | «Дон Паскуале»                                                 | Большой Театр Беларуси             | Минск        |
| 2019 | «Царская невеста»                                              | ТГАТОиБ им. Джалиля                | Казань       |